# Isaiah Hicks
Isaiah Dwayne Hicks (Oxford, 24 luglio 1994) è un cestista statunitense.

## Statistiche

### College
| Anno       | Squadra             | PG  | PT | MP   | TC%  | 3P%  | TL%  | RP  | AP  | PRP | SP  | PP   |
| ---------- | ------------------- | --- | -- | ---- | ---- | ---- | ---- | --- | --- | --- | --- | ---- |
| 2013-2014  | N. Carol. Tar Heels | 34  | 0  | 7,3  | 41,7 | 20,0 | 57,9 | 1,0 | 0,2 | 0,1 | 0,4 | 1,2  |
| 2014-2015  | N. Carol. Tar Heels | 38  | 3  | 14,8 | 54,4 | 0,0  | 62,1 | 3,0 | 0,3 | 0,2 | 0,4 | 6,6  |
| 2015-2016  | N. Carol. Tar Heels | 40  | 3  | 18,1 | 61,4 | -    | 75,6 | 4,6 | 0,7 | 0,5 | 0,6 | 8,9  |
| 2016-2017† | N. Carol. Tar Heels | 39  | 39 | 23,3 | 57,6 | -    | 77,9 | 5,5 | 1,4 | 0,4 | 0,7 | 11,8 |
| Carriera   | Carriera            | 151 | 45 | 16,2 | 57,1 | 16,7 | 72,5 | 3,6 | 0,7 | 0,3 | 0,5 | 7,4  |

### NBA

#### Regular Season
| Anno      | Squadra     | PG | PT | MP   | TC%  | 3P%  | TL%  | RP  | AP  | PRP | SP  | PP  |
| --------- | ----------- | -- | -- | ---- | ---- | ---- | ---- | --- | --- | --- | --- | --- |
| 2017-2018 | N.Y. Knicks | 18 | 0  | 13,3 | 45,8 | 22,2 | 66,7 | 2,3 | 0,9 | 0,1 | 0,2 | 4,4 |
| 2018-2019 | N.Y. Knicks | 3  | 0  | 10,7 | 50,0 | -    | 80,0 | 2,3 | 0,7 | 0,3 | 1,0 | 4,0 |
| Carriera  | Carriera    | 21 | 0  | 13,0 | 46,3 | 22,2 | 69,6 | 2,3 | 0,9 | 0,1 | 0,3 | 4,4 |

## Palmarès
- Campione NCAA (2017)
- McDonald's All-American Game (2013)